# Lithospermum ruderale
Lithospermum ruderale är en strävbladig växtart som beskrevs av David Douglas och Johann Georg Christian Lehmann. Lithospermum ruderale ingår i släktet stenfrön, och familjen strävbladiga växter. Inga underarter finns listade i Catalogue of Life.

## Bildgalleri

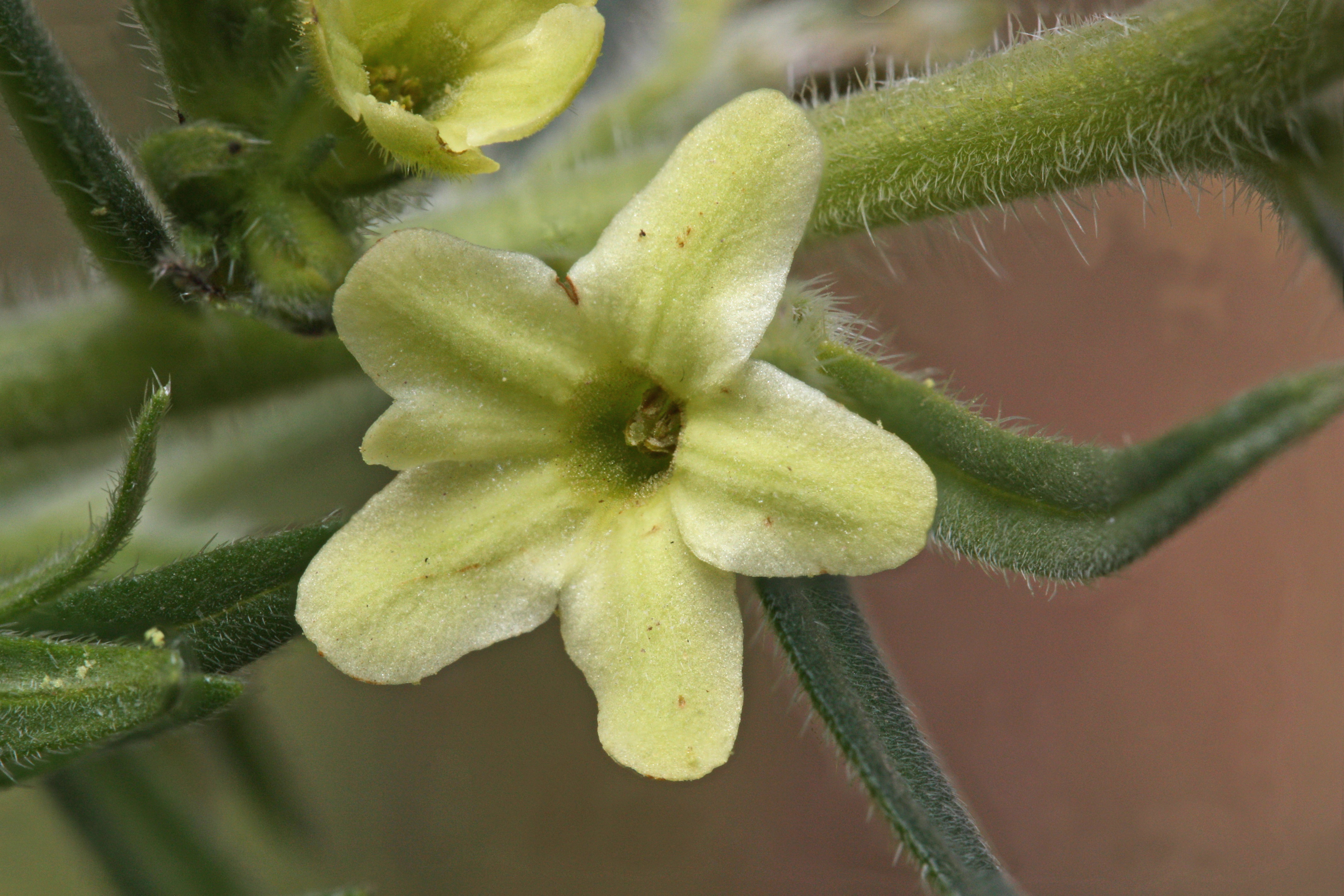
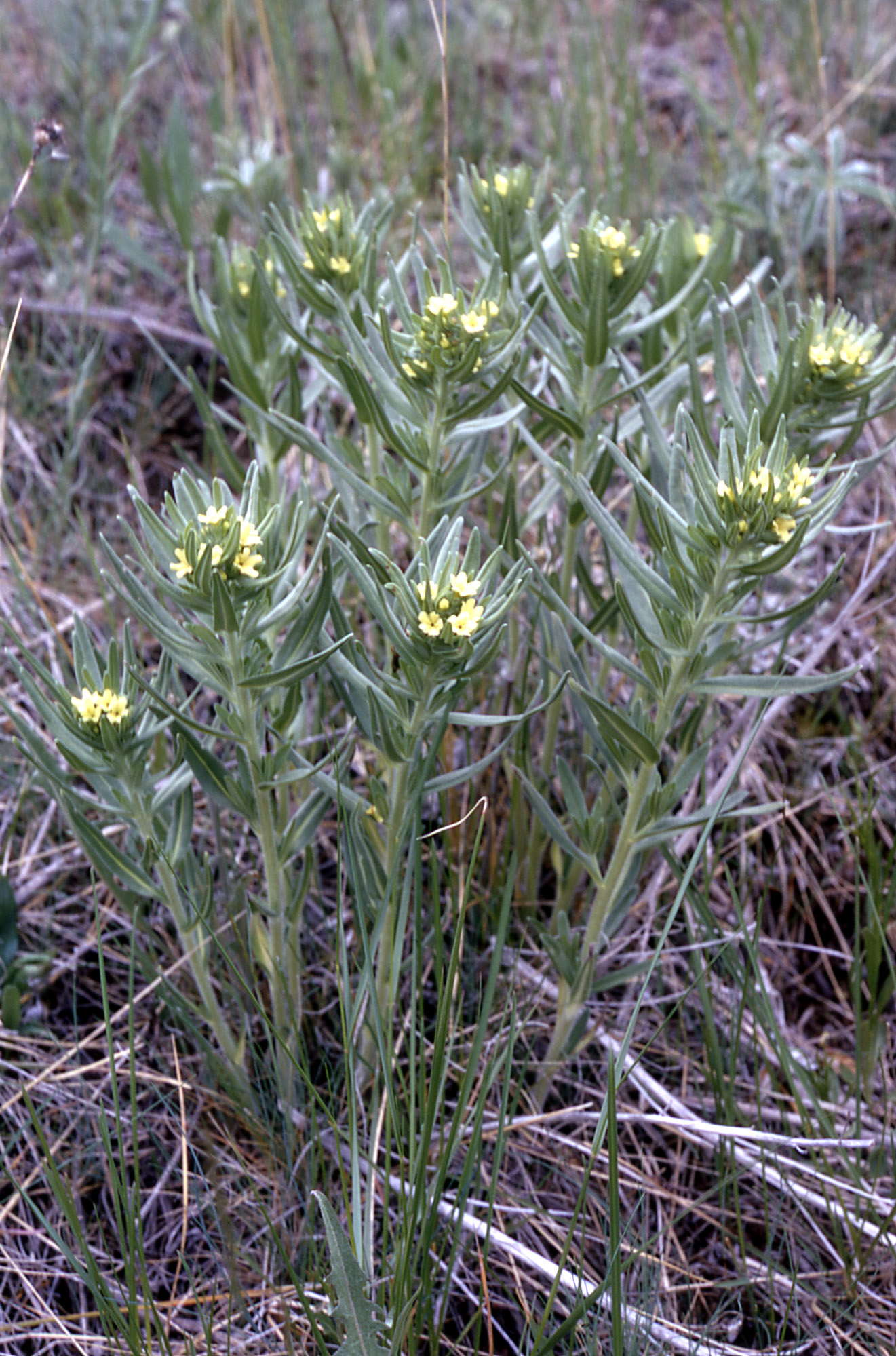
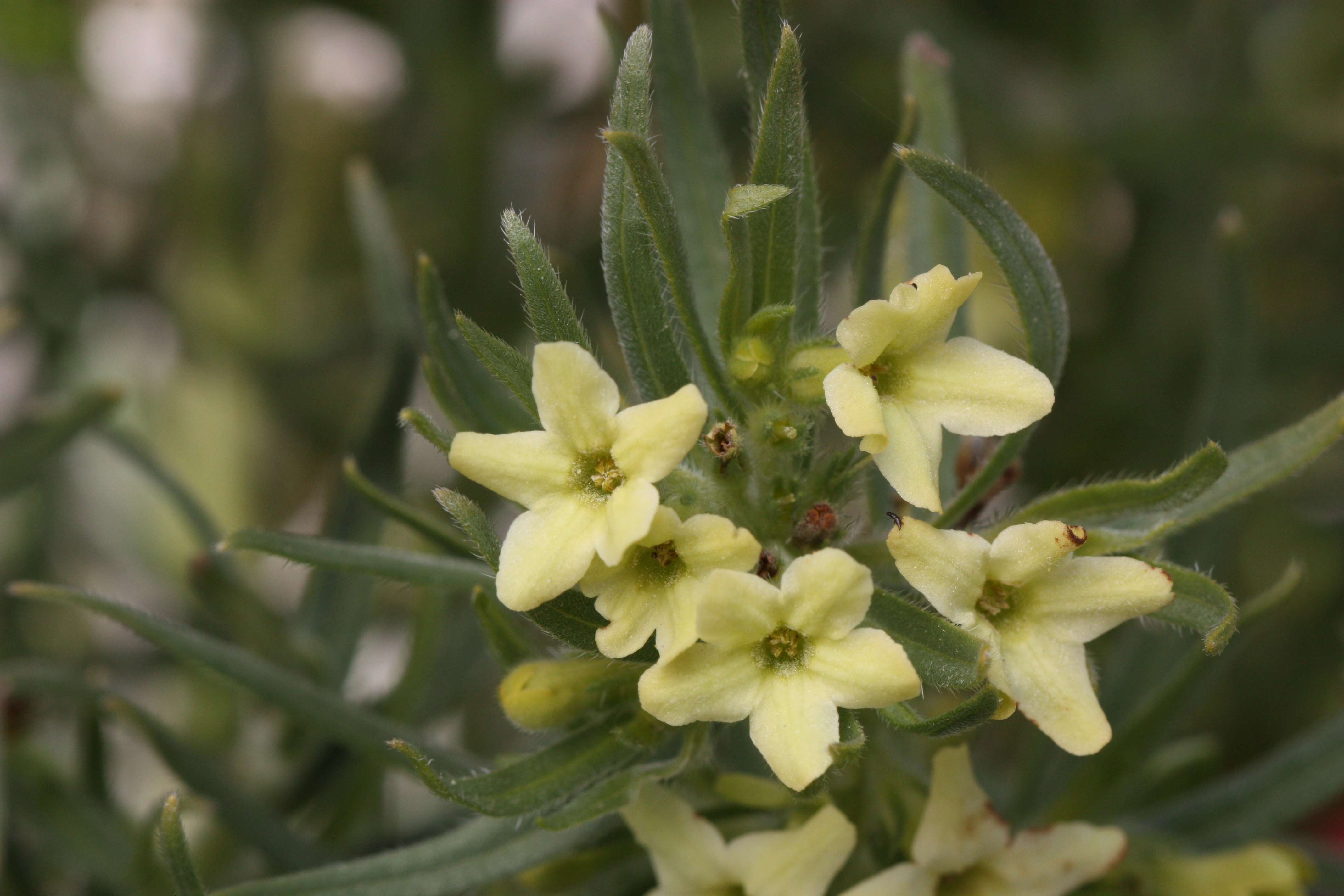
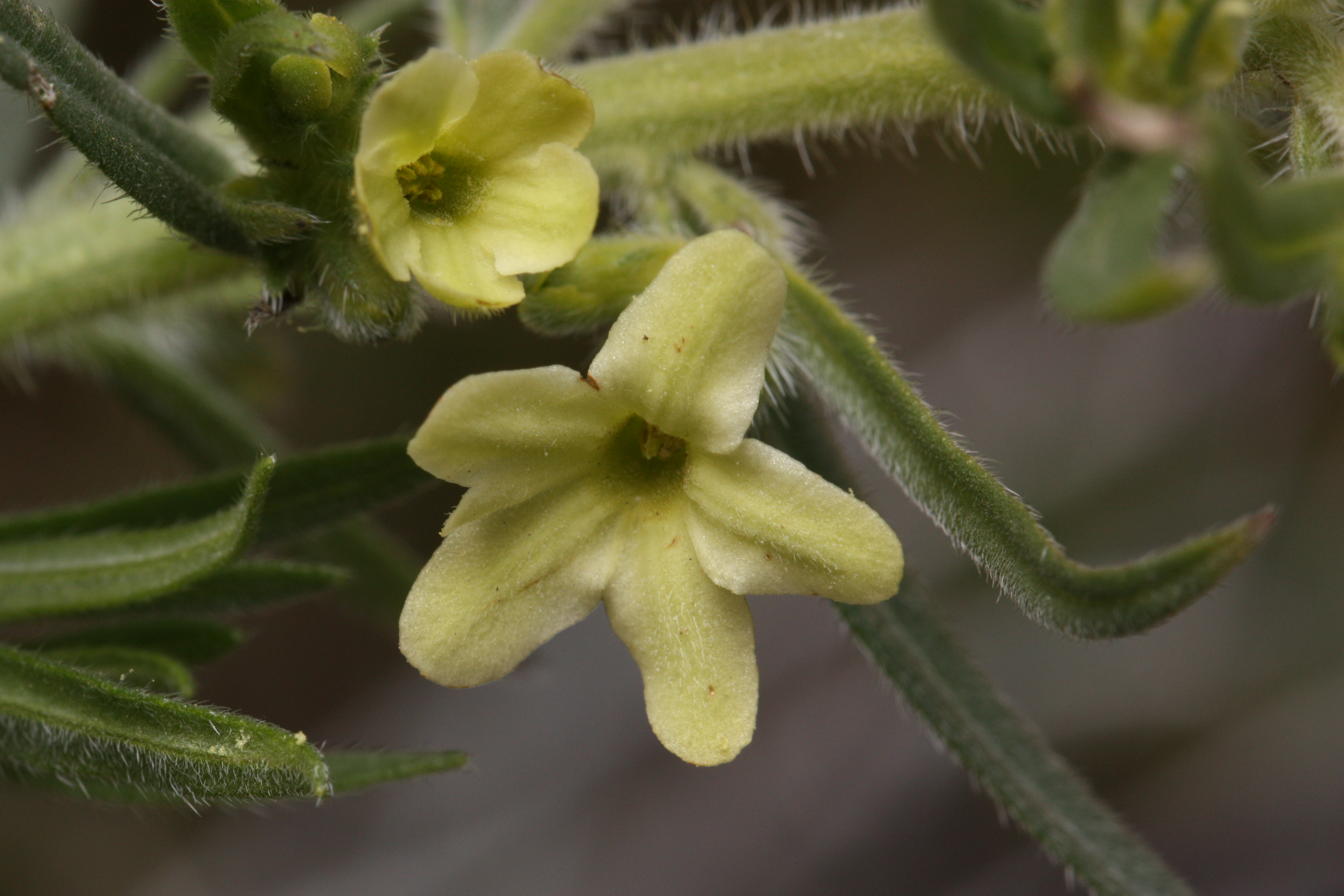
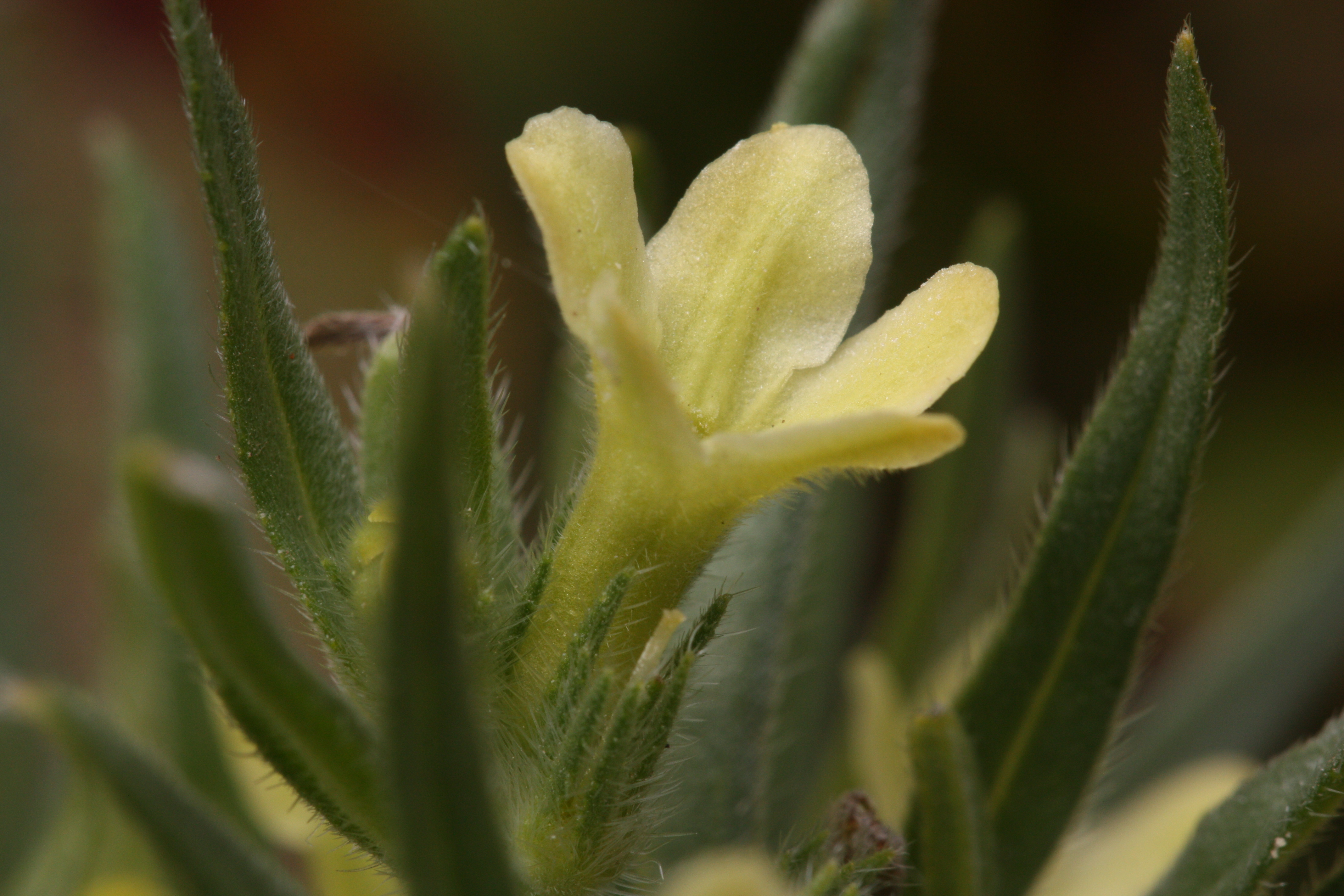
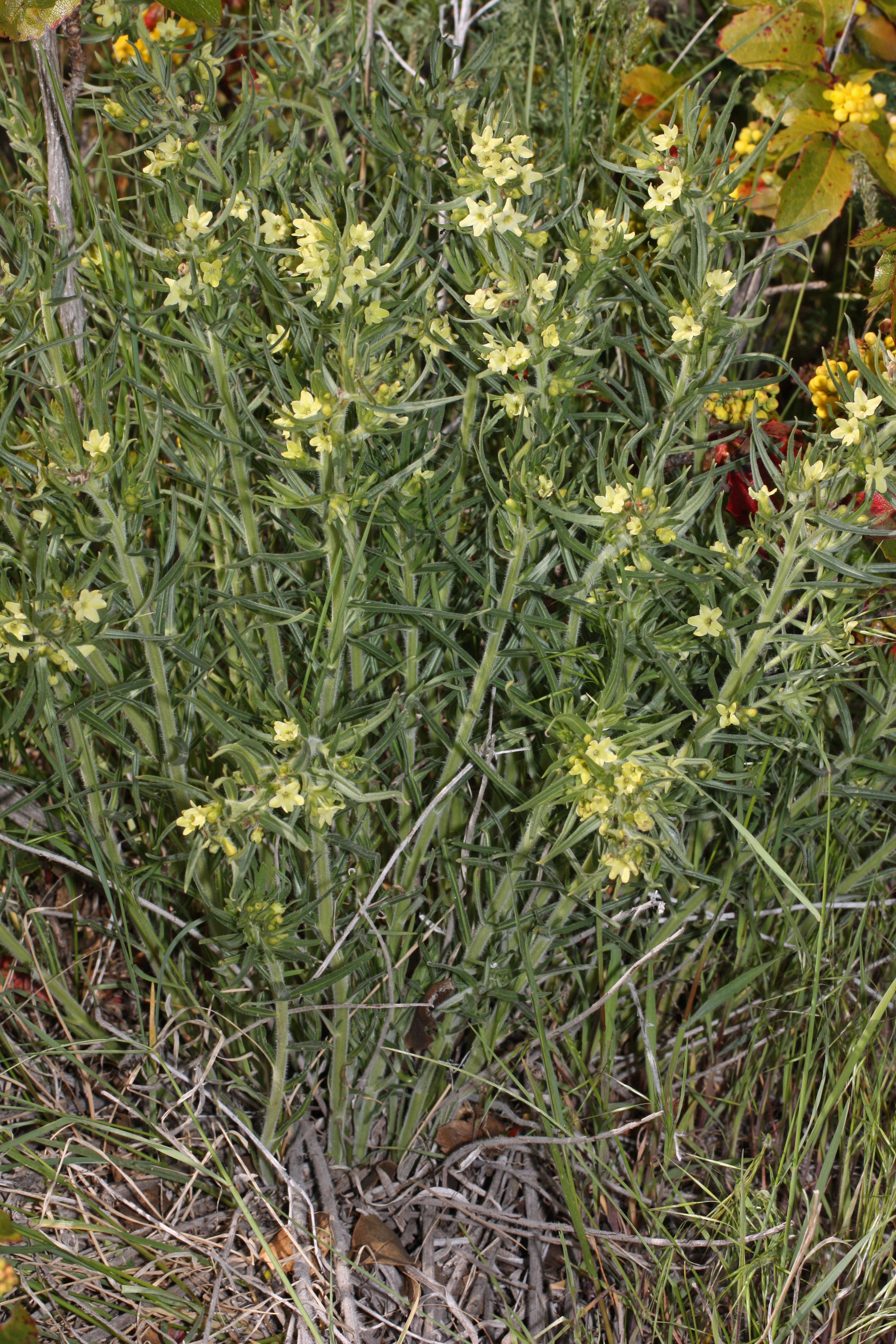